# Shinran

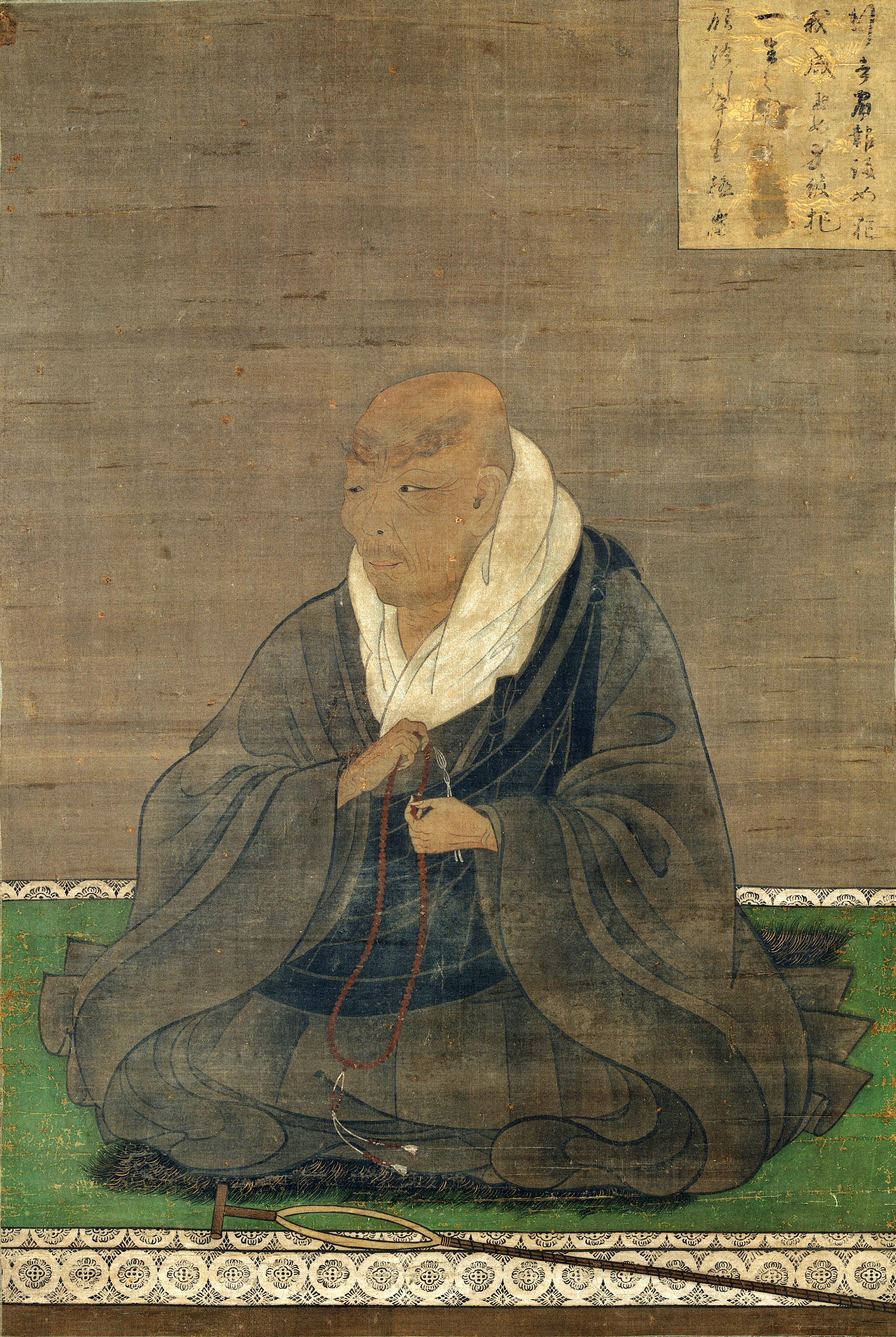

 
Shinran (親鸞, 21 de Maio, 1173 – 16 de Janeiro, 1263) foi um monge do Budismo Japonês que nasceu em Hino (agora parte de Fushimi, Kyoto) no fim do Período Heian e viveu durante o Período Kamakura. Shinran foi um pupilo de Hōnen e o fundador do que veio a ser conhecido como a escola Jōdo Shinshū de Budismo Japonês.